# Cristiano I, Príncipe de Anhalt-Bernburg
Cristiano I, Príncipe de Anhalt-Bernburg, também conhecido como Cristiano de Anhalt (11 de maio de 1568 – 17 de abril de 1630) foi um príncipe alemão da Casa de Ascania. Foi o príncipe governante de Anhalt e governante do novo principado de Anhalt-Bernburg a partir de 1603. Em 1595, tornou-se governador da província do Alto Palatinado, e, pouco tempo depois, tornou-se conselheiro de Frederico IV, Eleitor Palatino.

## Vida
Cristiano foi o segundo filho de Joaquim Ernesto, Príncipe de Anhalt, e da sua primeira esposa, a princesa Inês de Barby-Mühlingen. Nascido em Bernburg, a partir de 1570, Cristiano passou a ser educado em Dessau por Caspar Gottschalk em latim, italiano e francês. Quando era ainda uma criança, participou em missões diplomáticas em locais como Constantinopla; graças a esta educação, tornou-se um diplomata ambicioso e moderno.
Nos primeiros meses de 1686, viajou até Dresden, onde viveu durante vários anos com um dos seus amigos mais próximos, Cristiano I, Príncipe-Eleitor da Saxónia, com quem partilhava simpatias pelo Calvinismo. Sabe-se que sofreu de alcoolismo durante a sua estadia na corte da Saxónia.
Depois de herdar as terras da sua família em Dezembro desse mesmo ano (1586), Cristiano continuou a defender o Calvinismo e, mais tarde, tornou-se conselheiro de Frederico IV, Eleitor Palatino. Em 1591, liderou o exército do Palatinado para ajudar o rei de França, Henrique IV. Quando surgiu uma disputa relativamente ao Bispado de Estrasburgo —a chamada Guerra dos Bispos —em 1592, Cristiano apoiou Brandenburgo contra Lorena. Em 1595, tornou-se governador da província do Alto Platinado por nomeação de Frederico IV e passou a residir em Amberg.
Em 1603, o principado de Anhalt foi dividido formalmente entre Cristiano e os seus irmãos. Nas partilhas, ficou com Bernburg, tendo-se esforçado por renovar este antigo principado que estava extinto desde 1468.
Como diplomata, Cristiano teve um papel preponderante na criação da União Protestante em 1608. Após a morte do príncipe-eleitor Frederico IV, passou a servir o seu filho, Frederico V, e foi nomeado para comandar as forças protestantes para defender a Boémia contra o sacro-imperador Fernando II e os seus aliados quando os nobres desse país elegeram Frederico como rei em 1619. Nesse mesmo ano, Cristiano foi aceite na Sociedade Frutífera. Quando as forças da Boémia foram derrotadas na Batalha da Montanha Branca em 1620, Cristiano aconselhou Frederico a não tentar atacar Praga. Em 1621, em resposta à sua associação com os Palatinados, Cristiano recebeu uma interdição imperial que o tornou persona non grata no Sacro Império Romano-Germânico e fez com que perdesse as suas terras.
Cristiano fugiu primeiro para a Suécia, e depois tornou-se convidado do rei Cristiano IV na Dinamarca. Pediu clemência ao sacro-imperador Fernando em 1624 e teve permissão para voltar ao seu principado, onde morreu seis anos depois.

## Casamento e descendência
Cristiano casou-se em Lorbach no dia 2 de Julho de 1595 com a princesa Ana de Bentheim-Steinfurt-Tecklenburg-Limburg. Juntos, tiveram dezasseis filhosː
1. Frederico Cristiano de Anhalt-Bernburg (nasceu e morreu a 2 de Maio de 1596).
2. Amália Juliana de Anhalt-Bernburg (10 de Setembro de 1597 - 11 de Agosto de 1605), morreu aos oito anos de idade.
3. Cristiano II, Príncipe de Anhalt-Bernburg (11 de Agosto de 1599 - 22 de Setembro de 1656), casado com a princesa Leonor Sofia de Schleswig-Holstein-Sonderburg-Plö; com descendência.
4. Leonor Maria de Anhalt-Bernburg (7 de Agosto de 1600 - 17 de Julho de 1657), casada com João Alberto II, Duque de Mecklenburg-Güstrow; com descendência.
5. Filha nadomorta (nascida e morta em Maio de 1601).
6. Sibila Isabel de Anhalt-Bernburg (10 de Fevereiro de 1602 - 15 de Agosto de 1648), morreu solteira e sem descendência.
7. Ana Madalena de Anhalt-Bernburg (8 de Março de 1603 - 30 de Outubro de 1611), morreu aos oito anos de idade.
8. Ana Sofia de Anhalt-Bernburg (10 de Junho de 1604 - 1 de Setembro de 1640), morreu solteira e sem descendência
9. Luísa Amália de Anhalt-Bernburg (14 de Janeiro de 1606 - 17 de Outubro de 1635), morreu solteira e sem descendência.
10. Ernesto de Anhalt-Bernburg (19 de Maio de 1608 - 3 de Dezembro de 1632), coronel de um regimento de cavalaria do exército da Saxónia, morreu na Batalha de Lützen (1632).
11. Amöena Juliana de Anhalt-Bernburg (13 de Novembro de 1609 - 31 de Julho de 1628), morreu aos dezanove anos de idade.
12. Inês Madalena de Anhalt-Bernburg (8 de Outubro de 1612 - 17 de Julho de 1629), morreu aos catorze anos de idade.
13. Frederico, Príncipe de Anhalt-Harzgerode (16 de Novembro de 1613 - 30 de Junho de 1670), casado primeiro com a princesa Joana Isabel de Nassau-Hadamar; com descendência. Casado depois com a princesa Ana Catarina de Lippe-Detmold; sem descendência.
14. Sofia Margarida de Anhalt-Bernburg (16 de Setembro de 1615 - 27 de Dezembro de 1673), casada com João Casimiro, Príncipe de Anhalt-Dessau.
15. Doroteia Maria de Anhalt-Bernburg (11 de Agosto de 1617 - 7 de Maio de 1656), morreu solteira e sem descendência.
16. Frederico Luís de Anhalt-Bernburg (17 de Agosto de 1619 - 29 de Janeiro de 1621), morreu aos dois anos de idade.

## Genealogia
| Cristiano I, Príncipe de Anhalt-Bernburg | Pai: Joaquim Ernesto, Príncipe de Anhalt | Avô paterno: João V, Príncipe de Anhalt-Zerbst               | Bisavô paterno: Ernesto I, Príncipe de Anhalt-Dessau                   |
| Cristiano I, Príncipe de Anhalt-Bernburg | Pai: Joaquim Ernesto, Príncipe de Anhalt | Avô paterno: João V, Príncipe de Anhalt-Zerbst               | Bisavó paterna: Margarida de Münsterberg                               |
| Cristiano I, Príncipe de Anhalt-Bernburg | Pai: Joaquim Ernesto, Príncipe de Anhalt | Avó paterna: Margarida de Brandemburgo, Duquesa da Pomerânia | Bisavô paterno: Joaquim I Nestor, Príncipe-Eleitor de Brandemburgo     |
| Cristiano I, Príncipe de Anhalt-Bernburg | Pai: Joaquim Ernesto, Príncipe de Anhalt | Avó paterna: Margarida de Brandemburgo, Duquesa da Pomerânia | Bisavó paterna: Isabel da Dinamarca, Princesa-Eleitora de Brandemburgo |
| Cristiano I, Príncipe de Anhalt-Bernburg | Mãe: Inês de Barby-Mühlingen             | Avô materno: Wolfgang I de Barby-Mühlingen                   | Bisavô materno: Burkhart V de Barby-Mühlingen                          |
| Cristiano I, Príncipe de Anhalt-Bernburg | Mãe: Inês de Barby-Mühlingen             | Avô materno: Wolfgang I de Barby-Mühlingen                   | Bisavó materna: Madalena de Mecklemburgo                               |
| Cristiano I, Príncipe de Anhalt-Bernburg | Mãe: Inês de Barby-Mühlingen             | Avó materna: Inês de Mansfeld zu Mittel-Ort                  | Bisavô materno: Gerardo VII de Mansfeld                                |
| Cristiano I, Príncipe de Anhalt-Bernburg | Mãe: Inês de Barby-Mühlingen             | Avó materna: Inês de Mansfeld zu Mittel-Ort                  | Bisavó materna: Margarida de Gleichen                                  |